# 喬阿久

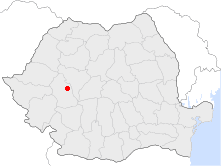

喬阿久是羅馬尼亞的城鎮，位於該國西部穆列什河畔，由胡內多阿拉縣負責管轄，面積155.69平方公里，海拔高度217米，主要經濟活動是農業和旅遊業，2007年人口5,725。